# Jumkils socken
Jumkils socken i Uppland ingick i Ulleråkers härad, före 1938 delvis även i Bälinge härad, ingår sedan 1971 i Uppsala kommun och motsvarar från 2016 Jumkils distrikt.
Socknens areal är 83,94 kvadratkilometer land. År 2000 fanns här 825 invånare. Tätorten Blackstalund samt sockenkyrkan Jumkils kyrka ligger i socknen.

## Administrativ historik
Jumkils socken har medeltida ursprung, och omtalas första gången 1316 ('in parochia Jumakijl'). Av socknen återfinns 5 874 hektar i Ulleråkers härad och 2 603 i Bälinge härad.
Vid kommunreformen 1862 övergick socknens ansvar för de kyrkliga frågorna till Jumkils församling och för de borgerliga frågorna bildades Jumkils landskommun. Landskommunen uppgick 1952 i Bälinge landskommun som 1971 uppgick i Uppsala kommun. Församlingen uppgick 2010 i Bälingebygdens församling.
1 januari 2016 inrättades distriktet Jumkil, med samma omfattning som församlingen hade 1999/2000.
Tidigare tillhörde socknen söder om Jumkilsån, omfattande byarna Fågelbo, Holmsta, Huset, Lumpebo, Näset, Skulla, Ubby och Ullbolsta Ulleråkers härad, medan byarna norr om Jumkilsån Agersta, Björnarbo, Blacksta, Broby, Dalkarlsbo, Ekeborg, Kättslinge, Tungelbo och Vallby tillhörde Bälinge härad. 1938 överfördes den nordöstra sockenhalvan även den till Ulleråkers härad. De indelta soldaterna tillhörde Upplands regemente, Bälinge (Uppsala) kompani och Livregementets dragonkår, Norra Upplands skvadron.

## Geografi
Jumkils socken ligger nordväst om Uppsala kring Jumkilsån. Socknen har dalbygd kring ån och är i övrigt en småkuperad skogsbygd.
Socknen är formad som en kil. Vid spetsen i nordväst möts fem olika historiska häraden: Ulleråker, Bälinge, Hagunda, Torstuna och Våla.
I Jumkils socken finns på sydvästra sidan om ån bl.a. Jumkils kyrka med den intilliggande skolan (klass F–5), samt förskolan i f.d. klockargården, och på nordöstra sidan om ån Vallhov. Mellan Jumkilsmacken och Dalkarlsbo finns även en hembygdsgård som tillika fungerar som fritids, och idrottsplatsen Ullerängen (med fotbollsplaner och elljusspår) på andra (SV) sidan ån.
De byar eller gårdar i Jumkils socken med anor sedan 1500-talet eller längre är Agersta, Björnarbo, Blacksta, Broby, Dalkarlsbo, Ekeborg, Holmsta, Huset, Kättslinge, Lumpebo, Näset, Skulla, Tungelbo, Ubby, Ullbolsta och Vallby.
I Övre Jumkil finns en bana för radiostyrda bilar i skala 1:8, banan kallas Jumkilsbanan.

## Fornlämningar
Från bronsåldern finns spridda gravrösen och många skärvstenshögar. Från järnåldern finns tolv gravfält och en fornborg, Börjesborgs skans.  Fem runstenar är funna.

## Namnet
Namnet skrevs 1316 Jumakijl och är ett bygdenamn. Efterleden är kil syftande på socknens form. I förleden har man velat se ett bebyggelsenamn Johem sammansatt av iur, 'häst' och hem, 'boplats, gård'.

## Personer från socknen
Spelmannen Anders Ljungqvist, "Gås-Anders" (1815–1896), föddes i Jumkil men flyttade sedan till Björklinge där han bodde till sin död, och sedermera avbildades som staty av Bror Hjorth, utanför Björklinge kyrka.